# Gấu xám Bắc Mỹ
Gấu xám Bắc Mỹ (tên khoa học Ursus arctos horribilis; tiếng Anh: Grizzly bear), còn được gọi là gấu đầu bạc, gấu xám, hoặc gấu nâu Bắc Mỹ, là một phân loài khác của gấu nâu (Ursus arctos) thường sống ở vùng núi cao ở miền Tây Bắc Mỹ. Phân loài này được cho là hậu duệ của loài gấu nâu Ussuri có mặt khắp vùng Alaska tới miền đông nước Nga 100.000 năm trước đây, mặc dù chúng đã không di chuyển về phía nam cho đến 13.000 năm trước.
Là một quần thể lớn của loài gấu nâu sống ở Bắc Mỹ. Các nhà khoa học thường không sử dụng tên gấu xám mà gọi nó là gấu nâu Bắc Mỹ. Nhiều phân loài gấu nâu phân bố cùng với gấu xám Bắc Mỹ đôi khi được công nhận là một phân loài riêng biệt, bao gồm cả loài gấu xám đại lục (Ursus arctos horribilis), gấu Kodiak (U. a. Middendorffi), gấu nâu bán đảo Alaska (U. a. Gyas) gần đây là gấu xám California và gấu xám Mexico (U. a. nelsoni †). Trung bình những con gấu sống gần bờ biển có xu hướng lớn hơn trong khi những con gấu xám nội địa có xu hướng nhỏ hơn.
Gấu nâu Ussuri (U. a. Lasiotus) sinh sống ở Nga, miền Bắc Trung Quốc, Nhật Bản và bán đảo Triều Tiên đôi khi được gọi là gấu xám đen, mặc dù đây là một phân loài khác với gấu ở Bắc Mỹ.

## Phân loại

### Ý nghĩa của "Grizzly"
Meriwether Lewis và William Clark lần đầu tiên mô tả nó là grisley, có thể được hiểu là "Grizzly" (nghĩa là "nghiến răng", với bộ lông màu vàng và xám) hoặc "ghê tởm" ("truyền cảm hứng sợ hãi", bây giờ thường là "khủng khiếp"). Chính tả hiện đại cho rằng nghĩa cũ; ngay cả như vậy, nhà tự nhiên học George Ord đã chính thức phân loại nó vào năm 1815 là U. horribilis, không phải vì bộ lông, mà vì tính cách của nó.

### Tiến hóa và di truyền

#### Phát sinh gen
Phân loại đã được sửa đổi dọc theo dòng di truyền. Có hai hình thái hình thái của Ursus arctos, gấu xám và gấu nâu ven biển, nhưng những hình thái hình thái này không có dòng dõi mtDNA khác biệt.

#### Ursus arctos - gấu nâu
Gấu nâu có nguồn gốc từ lục địa Á-Âu và du hành đến Bắc Mỹ khoảng 50.000 năm trước, lan sang khu vực tiếp giáp Hoa Kỳ ngày nay khoảng 13.000 năm trước. Vào thế kỷ 19, gấu nâu được phân loại thành 86 loài khác nhau. Tuy nhiên, đến năm 1928, chỉ còn bảy loài gấu nâu và đến năm 1953 chỉ còn một loài duy nhất trên toàn cầu. Tuy nhiên, xét nghiệm di truyền hiện đại cho thấy loài gấu xám là một phân loài của gấu nâu (Ursus arctos). Rausch thấy rằng Bắc Mỹ chỉ có một phân loài gấu nâu. Do đó, mặc dù ở khắp mọi nơi nó được gọi là "gấu nâu"; ở Bắc Mỹ, nó được gọi là "gấu xám", nhưng đây đều là cùng một loài, Ursus arctos.

#### Phân loài Ursus arctos ở Bắc Mỹ
Năm 1963, Rausch đã giảm số lượng phân loài gấu nâu Bắc Mỹ xuống còn một, Ursus arctos middendorffi.
Cần thử nghiệm thêm về nhiễm sắc thể Y để mang lại một phân loại mới chính xác với các phân loài khác nhau.
Gấu xám ven biển, thường được gọi bằng từ đồng nghĩa phổ biến nhưng dư thừa về mặt địa lý của "gấu nâu" hoặc "gấu nâu Alaska" lớn hơn và có lông tối hơn so với gấu xám nội địa, đó là lý do tại sao chúng cũng được coi là một loài khác với gấu xám. Những con gấu xám Kodiak cũng có lúc được coi là khác biệt. Do đó, tại một thời điểm có năm "loài" gấu nâu khác nhau, trong đó có ba loài ở Bắc Mỹ.

## Phân bố

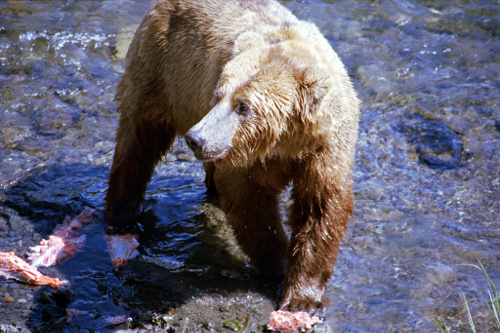
Gấu xám trong Vườn quốc gia và Khu bảo tồn Katmai với cá hồi được ăn một phần - đầu, da và mô dưới da được chúng ưu tiên ăn để có được chất béo nhất.

Gấu nâu được tìm thấy ở khắp châu Á, châu Âu và Bắc Mỹ, khiến chúng trở thành loài gấu có độ phân bố rộng nhất. Chúng cũng sinh sống ở Bắc Phi và Trung Đông. Ở Bắc Mỹ, những con gấu xám Bắc Mỹ trước đây đã di chuyển từ Alaska xuống Mexico và xa về phía đông như bờ biển phía tây của Vịnh Hudson; loài này hiện được tìm thấy ở Alaska, phía nam qua phần lớn phía tây Canada và vào các phần của dãy núi Rocky thuộc tây bắc Hoa Kỳ (bao gồm các tiểu bang Idaho, Montana, Washington và Wyoming), kéo dài đến tận phía nam tới vườn quốc gia Yellowstone và vườn quốc gia Grand Teton. Chúng thường được tìm thấy ở Canada. Ở Canada, có khoảng 25.000 con gấu xám Bắc Mỹ cư ngụ ở British Columbia, Alberta, Yukon, Các Lãnh thổ Tây Bắc, Nunavut và phần phía bắc của Manitoba. Một bài báo được xuất bản vào năm 1954 cho thấy chúng có thể có mặt ở các vùng lãnh nguyên của Bán đảo Ungava và mũi phía bắc của Labrador-Quebec. Tại British Columbia, gấu xám Bắc Mỹ chiếm khoảng 90% lãnh thổ ban đầu của chúng. Có khoảng 25.000 con gấu xám Bắc Mỹ sống ở đây trước khi những người định cư châu Âu đến. Tuy nhiên, quy mô dân số đã giảm đáng kể do săn bắn và mất môi trường sống. Năm 2003, các nhà nghiên cứu từ Đại học Alberta đã phát hiện ra một con gấu xám trên đảo Melville (Canada) ở sát vùng Bắc Cực, đây là nơi nhìn thấy xa nhất từng được ghi nhận. Năm 2008, ước tính có 16.014 con gấu xám Bắc Mỹ. Ước tính quần thể ở British Columbia dựa trên việc kiểm kê dựa trên DNA, đánh dấu và thu hồi và mô hình hồi quy bội. Số lượng gấu xám được sửa đổi lại vào năm 2012 cho British Columbia là 15.075.
Quần thể ở Alaska gồm 30.000 cá thể là quần thể cao nhất của bất kỳ tỉnh/bang nào ở Bắc Mỹ. Quần thể ở Alaska có mật độ dày nhất dọc theo bờ biển, nơi nguồn cung cấp thực phẩm như cá hồi phong phú hơn. Đài tưởng niệm quốc gia đảo Admiralty bảo vệ quần thể dày đặc nhất với 1.600 con gấu trên một hòn đảo rộng 1.600 dặm vuông.

### Bắc Mỹ
Hiện tại có khoảng 55.000 con gấu xám hoang dã sinh sống trên khắp Bắc Mỹ, hầu hết chúng sống ở Alaska. Phần còn lại đều sống ở nhiều vườn quốc gia tại hai nước Mỹ và Canada, tiêu biểu là vườn quốc gia Yellowstone. Chỉ còn lại khoảng 1.500 gấu xám ở 48 tiểu bang của Hoa Kỳ. Trong số này, khoảng 800 cá thể sống ở Montana. Khoảng hơn 600 cá thể sống ở Wyoming, trong khu vực Yellowstone-Teton. Ước tính có khoảng 70 con gấu xám Bắc Mỹ sống ở miền bắc và miền đông Idaho. Phạm vi ban đầu của nó bao gồm phần lớn các đồng bằng lớn và các bang phía tây nam, nhưng nó đã bị tuyệt chủng ở hầu hết các khu vực đó. Kết hợp Canada và Hoa Kỳ, những con gấu xám Bắc Mỹ chiếm khoảng một nửa diện tích trong phạm vi lịch sử của chúng. 

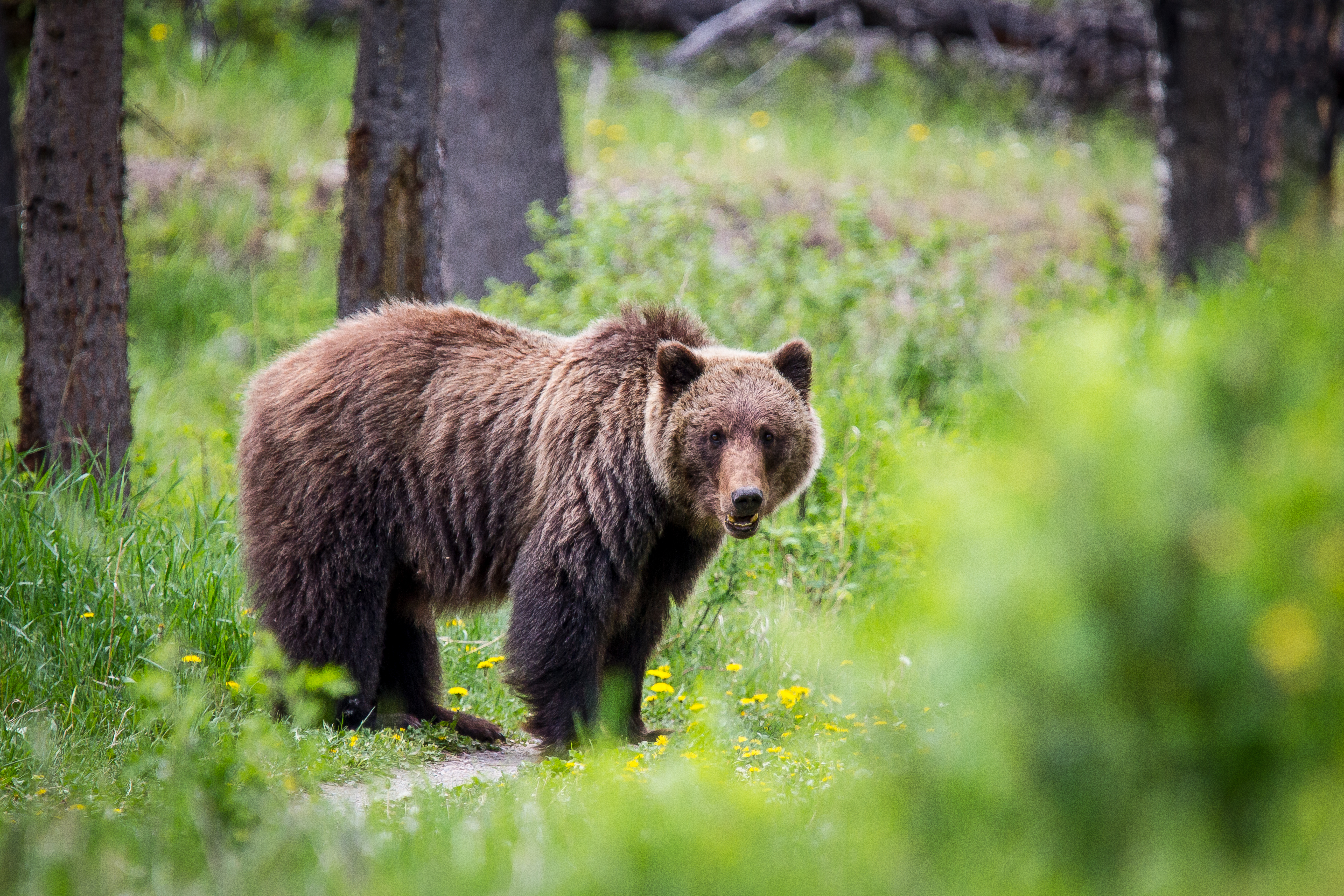
Một con gấu xám đi lang thang trong một khu rừng gần khu vực thị trấn Jasper ở Công viên quốc gia Jasper, Alberta, Canada.

Mặc dù có những loài gấu xám khổng lồ một thời (như gấu xám California) xuất hiện nổi bật trên quốc kỳ California và là biểu tượng của Cộng hòa Bear Flag trước khi kết nạp vào Liên minh California, chúng không còn tồn tại trong tự nhiên nữa. Con gấu xám cuối cùng ở California đã bị giết ở chân đồi Sierra phía đông Fresno vào tháng 8 năm 1922.
Vào tháng 9 năm 2007, một thợ săn đã đưa ra bằng chứng về một con gấu trong khu hệ sinh thái hoang dã Selway-Bitterroot, bằng cách giết chết một con gấu xám Bắc Mỹ. Trong hệ sinh thái Bắc Cascades của miền bắc Washington, quần thể gấu xám được ước tính có ít hơn 20 con gấu. Một lần nhìn thấy một con gấu xám Bắc Mỹ năm 2010 đã được ghi lại. Không có xác nhận nhìn thấy một con gấu xám ở Colorado kể từ năm 1979.
Các tỉnh khác và Hoa Kỳ có thể sử dụng kết hợp các phương pháp để ước tính quần thể. Do đó, thật khó để nói chính xác phương pháp nào đã được sử dụng để tạo ra ước tính tổng quần thể gấu cho Canada và Bắc Mỹ, vì chúng có thể được phát triển từ nhiều nghiên cứu khác nhau. Gấu xám hiện đang được bảo vệ hợp pháp ở Mexico, các nước châu Âu, một số khu vực của Canada và ở Hoa Kỳ. Tuy nhiên, dự kiến rằng việc phục hồi phạm vi trước đây của nó sẽ là một quá trình chậm chạp, vì nhiều lý do bao gồm thói quen sinh sản chậm của gấu và ảnh hưởng của việc tái sinh một loài động vật lớn như vậy đến các khu vực được đánh giá cao cho nông nghiệp và chăn nuôi. Cạnh tranh với các loài săn mồi khác là những yếu tố hạn chế có thể khác để phục hồi gấu xám, mặc dù gấu xám cũng được hưởng lợi từ việc trở thành ký sinh ăn cướp hay ăn xác thối bị bỏ lại từ các động vật ăn thịt khác như một nguồn thức ăn dễ dàng khi các nguồn thức ăn khác suy giảm.

## Đặc điểm

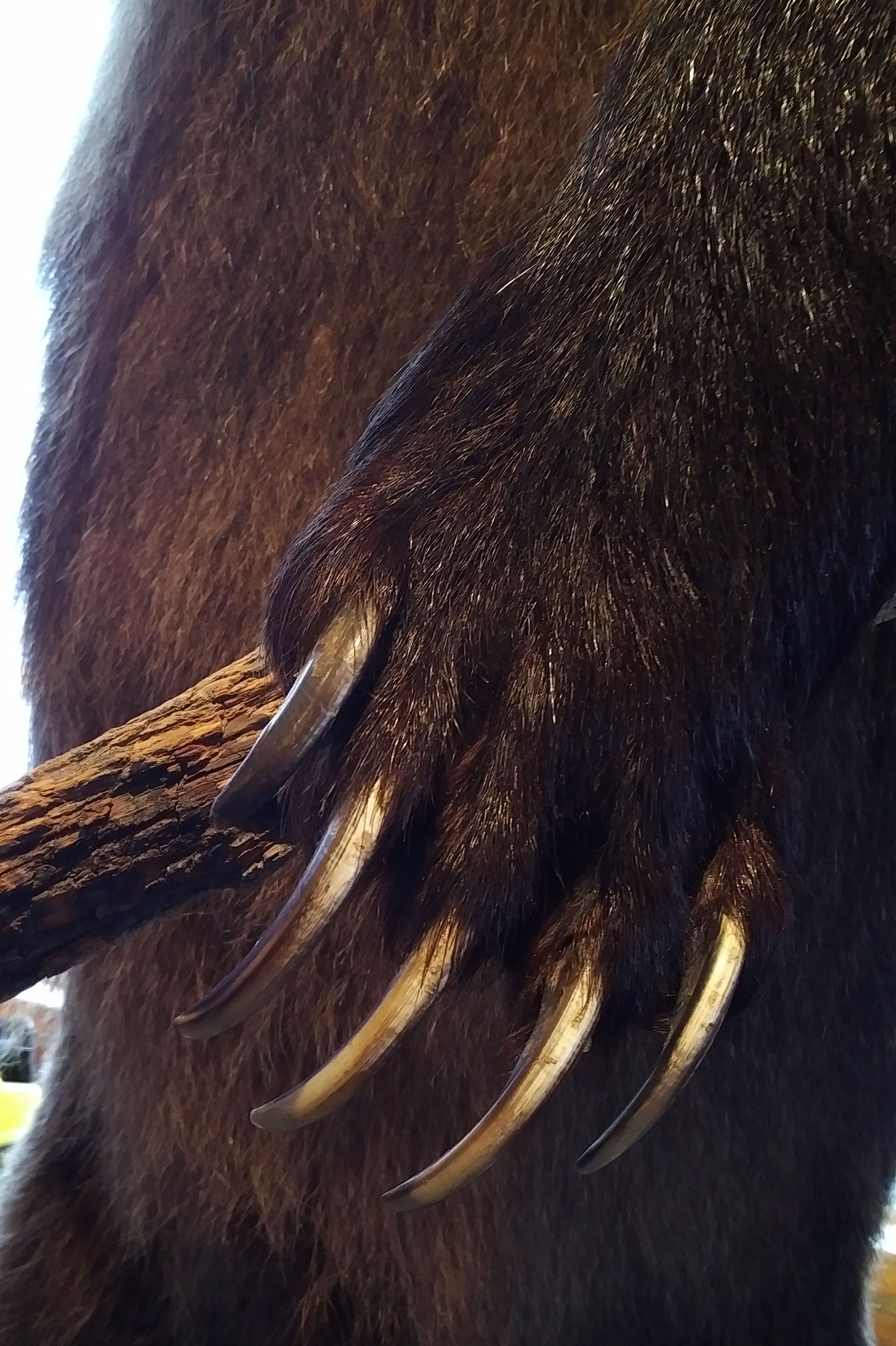
Móng vuốt của gấu xám dài hơn gấu đen Bắc Mỹ và thích nghi với việc đào bới

Gấu xám có một kích thước đồ sộ. Hầu hết những con gấu cái trưởng thành nặng 130–180 kg (290-400 lb), trong khi con đực trưởng thành nặng trung bình 180–360 kg (400-790 lb). Tổng chiều dài trung bình trong phân loài này là 198 cm (6,50 ft), với chiều cao vai trung bình là 102 cm (3,35 ft) và chiều dài chân sau là 28 cm (11 in). Gấu sơ sinh có thể nặng dưới 500 gram (1,1 lb). Ở khu vực sông Yukon, những con gấu cái trưởng thành có thể nặng ít nhất 100 kg (220 lb). Một nghiên cứu cho thấy trọng lượng trung bình của một con gấu xám nội địa là khoảng 272 kg (600 lb) và trọng lượng trung bình của một con đực ven biển là khoảng 408 kg (900 lb). Đối với một con cái, các trọng lượng trung bình này sẽ lần lượt là 136 kg (300 lb) trong đất liền và 227 kg (500 lb) ven biển. Mặt khác, một con đực khổng lồ thỉnh thoảng đã được ghi nhận vượt quá kích thước bình thường, với trọng lượng được báo cáo lên tới 680 kg (1.500 lb). Một con đực lớn ven biển có kích thước này có thể cao tới 3 mét (9,8 ft) nếu đứng bằng hai chân sau và cao tới 1,5 mét (4,9 ft) tính từ vai khi đứng bằng 4 chân.
Mặc dù có thể thay đổi màu sắc từ vàng đến gần như đen, lông gấu xám thường có màu nâu với chân sẫm hơn và lông thường có màu trắng hoặc vàng ở sườn và lưng. Một bướu rõ rệt xuất hiện trên vai của chúng; Bướu là một cách tốt để phân biệt gấu xám với gấu đen Bắc Mỹ, vì gấu đen không có bướu này. Ngoài cái bướu phân biệt, một con gấu xám có thể được xác định bằng những đặc điểm riêng biệt trên khuôn mặt của chúng với đôi tai ngắn, tròn, trong khi một con gấu đen có khuôn mặt thẳng và đôi tai dài hơn. Một con gấu xám cũng có thể được xác định bằng mông của nó, thấp hơn vai của nó, trong khi đó, một con gấu đen sẽ có mông cao hơn. Móng vuốt trước của gấu xám có chiều dài khoảng 2-4 inch và gấu đen là khoảng 1-2 inch.

## Tập tính

### Ngủ đông
Gấu xám ngủ đông trong khoảng 5-7 tháng mỗi năm trừ khi khí hậu ấm áp, vì loài gấu xám California không ngủ đông. Trong thời gian này, gấu xám cái sinh ra những con gấu con, chúng sau đó tiêu thụ sữa từ mẹ và tăng sức mạnh trong phần còn lại của thời kỳ ngủ đông. Để chuẩn bị cho ngủ đông, gấu xám phải chuẩn bị một cái hang để trú ẩn, và tiêu thụ một lượng lớn thức ăn vào mùa thu do chúng không ăn trong thời gian ngủ đông. Gấu xám thậm chí không đại tiện hoặc tiểu tiện trong toàn bộ thời gian ngủ đông. Thời kỳ ngủ đông của gấu xám đực kết thúc vào đầu đến giữa tháng 3, trong khi con cái xuất hiện vào tháng 4 hoặc đầu tháng 5.
Để chuẩn bị cho mùa đông, gấu có thể tăng khoảng 180 kg (400 lb), trong thời gian bị tăng sản, trước khi đi vào giấc ngủ đông. Gấu thường chờ đợi một cơn bão tuyết đáng kể trước khi nó quyết định đi vào hang của nó: hành vi như vậy làm giảm bớt cơ hội những kẻ săn mồi sẽ tìm thấy hang. Các hang ngủ đông của gấu thường ở độ cao trên 1.800 m (5.900 ft) trên các sườn dốc về phía bắc. Có một số tranh luận giữa các chuyên gia về việc liệu gấu xám có ngủ đông về mặt kỹ thuật hay không: phần lớn cuộc tranh luận này xoay quanh nhiệt độ cơ thể và khả năng của những con gấu di chuyển trong thời gian ngủ đông. Gấu xám có thể "tái chế" một phần chất thải cơ thể của chúng trong giai đoạn này. Mặc dù những con gấu xám trong đất liền hoặc trên núi Rocky dành gần một nửa cuộc đời của chúng trong hang, những con gấu xám ven biển có khả năng tiếp cận tốt hơn với nguồn thức ăn sẽ tốn ít thời gian hơn trong hang. Ở một số khu vực có thức ăn rất dồi dào quanh năm, gấu xám bỏ qua việc ngủ đông hoàn toàn.

### Sinh sản

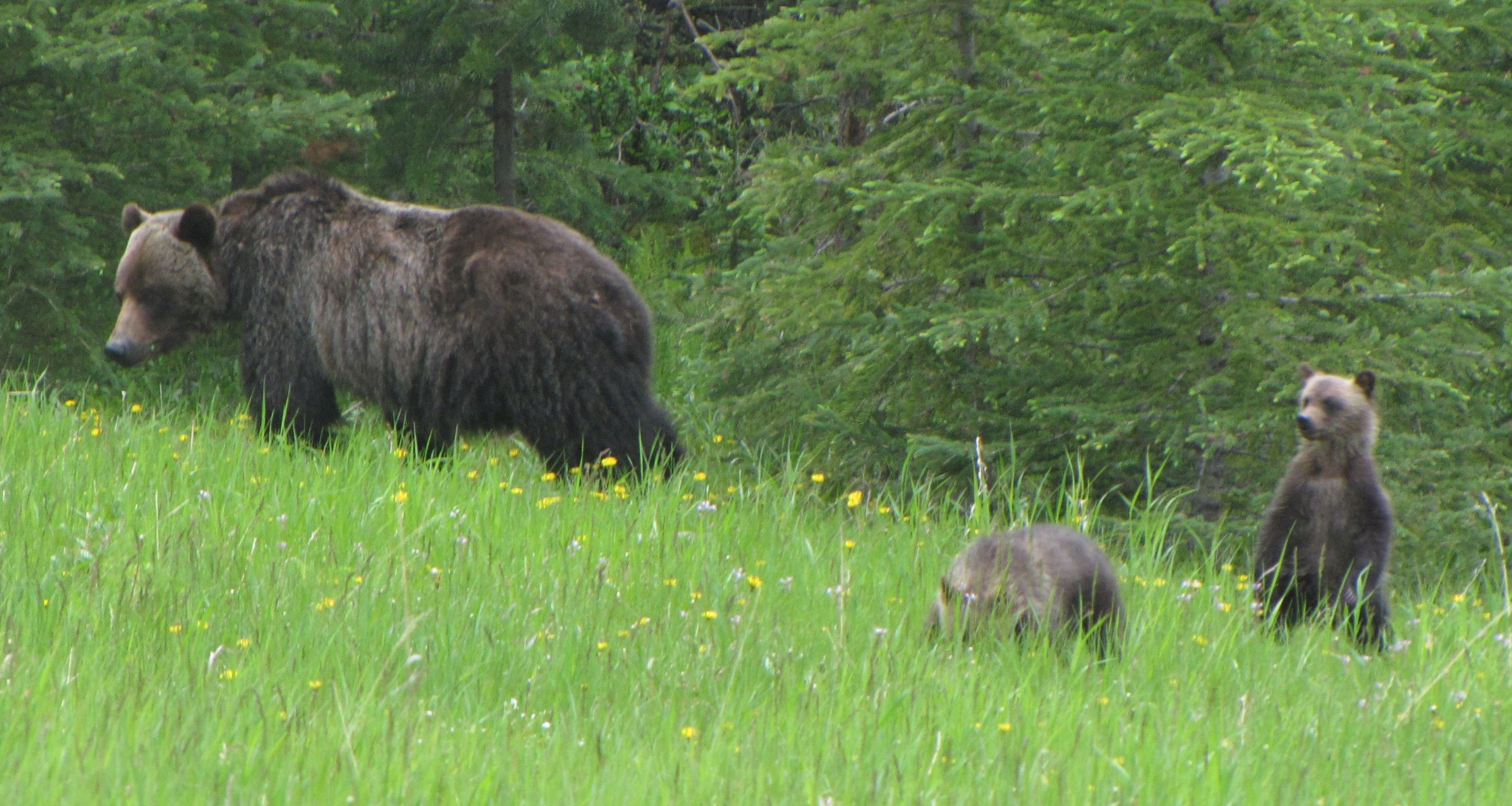
Một nhóm gấu

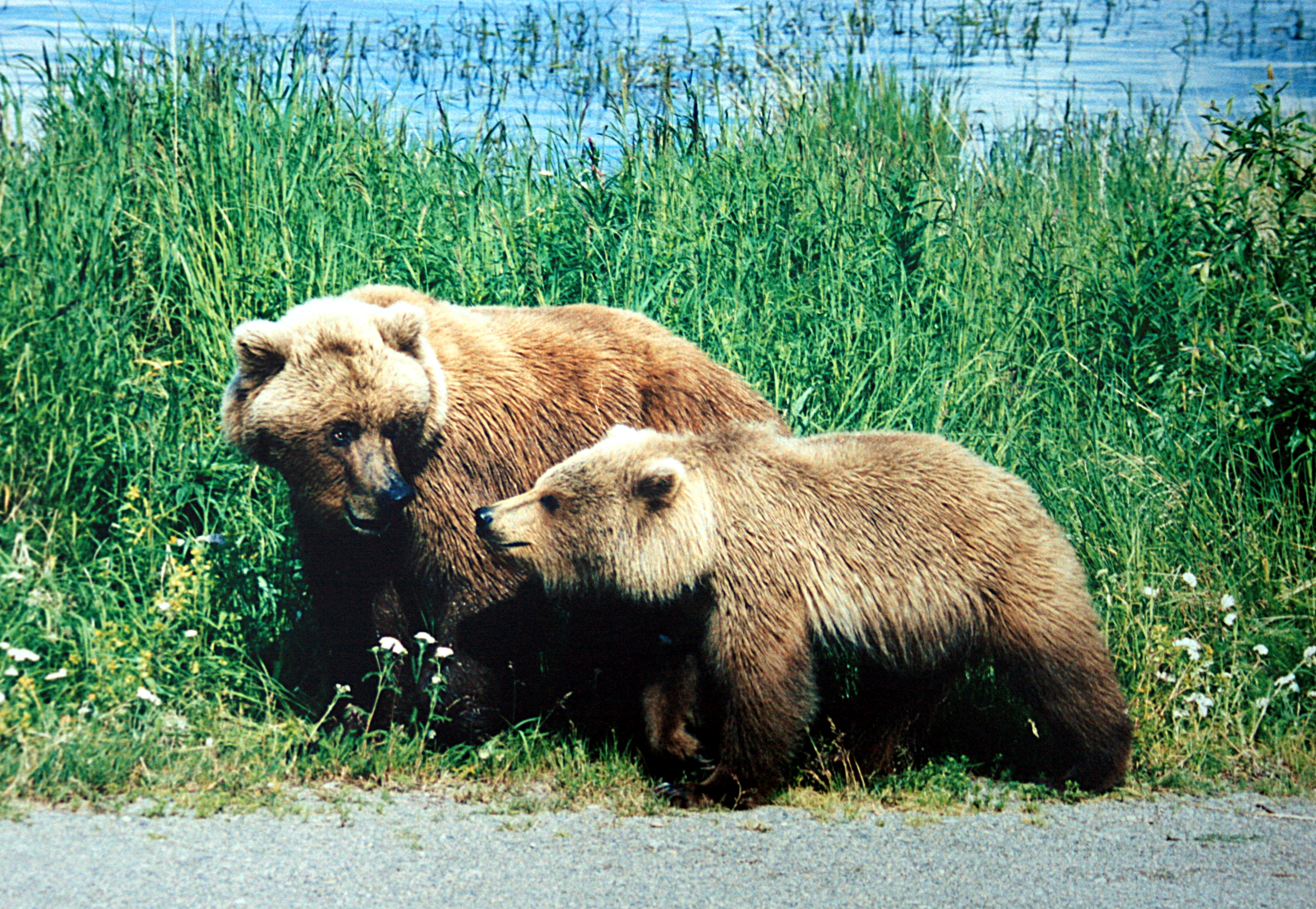
Gấu cái và gấu con

Ngoại trừ những con cái có đàn con, gấu xám thường sống đơn độc, là một loài động vật khá năng động khi không ngủ đông, nhưng ở các khu vực ven biển, gấu thường tập trung quanh suối, hồ, sông và ao trong mùa sinh sản của cá hồi. Mỗi năm, con cái sinh ra một đến bốn con non (thường là hai con) nhỏ và chỉ nặng khoảng 450 gram (1 lb) khi sinh. Một con gấu cái sẽ bảo vệ con của nó một cách quyết liệt và sẽ tấn công nếu nó nghĩ rằng con của mình đang bị đe dọa.
Gấu xám có một trong những tỷ lệ sinh sản thấp nhất trong tất cả các động vật có vú trên cạn ở Bắc Mỹ. Điều này là do nhiều yếu tố sinh thái. Gấu xám không đạt đến độ chín về tình dục cho đến khi chúng ít nhất năm tuổi. Sau khi giao phối với một con đực vào mùa hè, con cái trì hoãn việc cấy phôi cho đến khi ngủ đông, trong thời gian đó sảy thai có thể xảy ra nếu con cái không nhận được chất dinh dưỡng và lượng calo thích hợp. Trung bình, con cái sinh ra hai con con trong một lứa và gấu mẹ chăm sóc con con đến hai năm, trong thời gian đó, gấu mẹ sẽ không giao phối.
Một khi con non rời đi hoặc bị giết, con cái không thể sinh ra một lứa khác trong ba năm trở lên, tùy thuộc vào điều kiện môi trường. Gấu xám đực có lãnh thổ rộng lớn, lên tới 4.000 km2 (1.500 dặm vuông), khiến việc tìm kiếm mùi hương của gấu cái trở nên khó khăn trong mật độ quần thể thấp như vậy. Thời gian mang thai của gấu xám là khoảng 180-250 ngày.
Kích thước lứa nằm trong khoảng từ một đến bốn con, trung bình sinh đôi hoặc sinh ba. Đàn con luôn được sinh ra trong hang mùa đông của gấu mẹ khi gấu mẹ đang ngủ đông. Những con gấu xám cái sẽ bảo vệ rất dữ dội những con non của chúng, có thể chống đỡ những kẻ săn mồi lớn như những con gấu đực lớn hơn chúng để bảo vệ những con. Đàn con ăn sữa mẹ hoàn toàn cho đến mùa hè, sau đó chúng vẫn uống sữa nhưng bắt đầu ăn thức ăn đặc. Đàn con tăng cân nhanh chóng trong thời gian sống cùng mẹ, cân nặng của chúng sẽ tăng từ 4,5 đến 45 kg (10 đến 99 lb) trong hai năm sống cùng mẹ. Các con gấu mẹ có thể nhìn thấy con của họ trong những năm sau đó nhưng cả hai đều tránh mặt nhau.

### Tuổi thọ
Tuổi thọ trung bình của một con gấu xám đực được ước tính là 22 tuổi, với con cái sống lâu hơn một chút ở mức 26 năm. Con cái sống lâu hơn con đực do cuộc sống ít nguy hiểm hơn; chúng không tham gia vào các cuộc chiến để giành quyền giao phối theo mùa như con đực thường làm. Loài gấu xám hoang dã nội địa sống lâu nhất đã 34 tuổi ở Alaska; con gấu ven biển già nhất là 39 tuổi, nhưng hầu hết những con gấu xám đều chết trong vài năm đầu tiên sau khi bị săn mồi hoặc săn bắn. Trong điều kiện nuôi nhốt chúng đã sống đến 44 năm.

## Sinh thái học

### Chế độ ăn

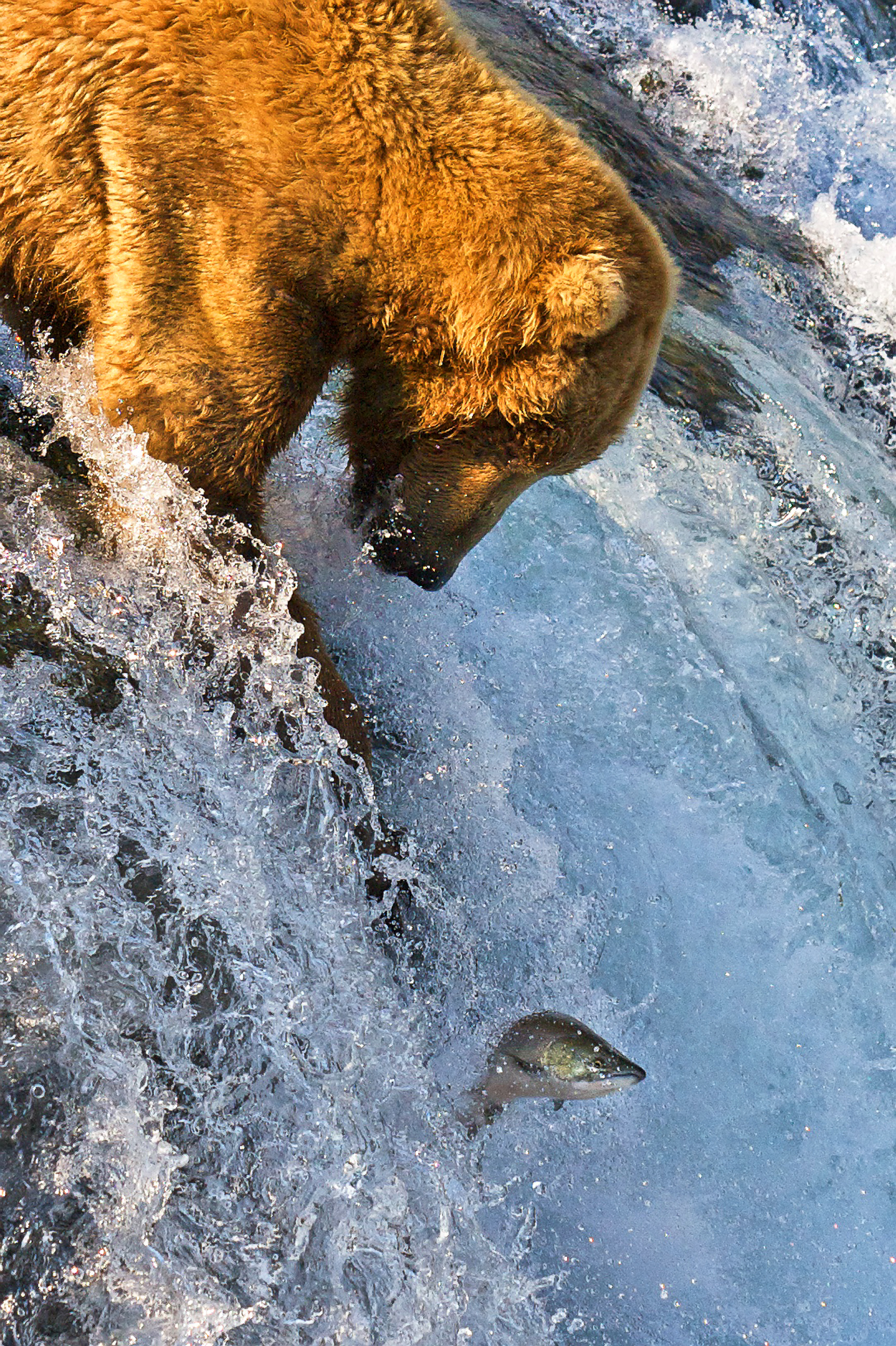
Một con gấu xám đang bắt cá hồi di cư ở thác Brooks, Alaska

Gấu xám mặc dù xếp vào Bộ Ăn thịt và có hệ thống tiêu hóa đặc trưng của một loài động vật ăn thịt, chúng thường là loài ăn tạp: chế độ ăn uống của chúng bao gồm cả thực vật và động vật. Chúng đã được biết đến là có thể săn các động vật có vú lớn, khi có sẵn, như nai sừng tấm, nai sừng xám, tuần lộc, hươu đuôi trắng, hươu la, cừu sừng lớn, bò rừng bizon và thậm chí cả gấu đen Bắc Mỹ; mặc dù chúng có nhiều khả năng tấn công những con mồi còn non và cá thể bị thương hơn là những con mồi trưởng thành khỏe mạnh. Gấu xám ăn các loại cá như cá hồi, cá hồi chấm và cá vược. Những cá thể có chế độ ăn giàu protein hơn ở các khu vực ven biển có khả năng phát triển lớn hơn những cá thể trong đất liền. Những con gấu xám cũng dễ dàng nhặt sạch thức ăn thừa hoặc xác thối để lại bởi những động vật khác. Gấu xám cũng thường ăn chim và trứng của chúng, và thường tập hợp với số lượng lớn tại các địa điểm có cá hồi để đón bắt những con cá hồi di cư. Chúng thường xuyên săn những chú nai con bị mẹ chúng bỏ lại trên cỏ, và thỉnh thoảng chúng đột kích vào tổ của những kẻ săn mồi như đại bàng đầu trắng.
Những con gấu xám ở Canada hoặc Alaska có kích thước lớn hơn so với đồng loại của chúng ở dãy núi Rocky của Mỹ. Điều này một phần là do sự phong phú của chế độ ăn uống. Trong Công viên Quốc gia Yellowstone ở Hoa Kỳ, chế độ ăn của gấu xám bao gồm chủ yếu là hạt thông vỏ trắng Bắc Mỹ, củ, cỏ, hoa màu, chồi non, các loài gặm nhấm khác nhau, sâu bướm và xác động vật chết. Tuy nhiên, không nguồn thức ăn nào trong số này phù hợp với hàm lượng chất béo của cá hồi có sẵn ở Alaska và British Columbia. Với hàm lượng chất béo cao của cá hồi, không có gì lạ khi bắt gặp những con gấu xám ở Alaska nặng 540 kg (1.200 lb). Gấu xám ở Alaska bổ sung chế độ ăn cá hồi và nghêu của chúng với cỏ cói và quả mọng. Ở những khu vực mà cá hồi bị buộc phải nhảy thác, những con gấu xám tập trung tại chân thác để kiếm ăn và bắt cá. Cá hồi gặp bất lợi khi chúng nhảy thác nước vì chúng tụ lại với nhau tại căn cứ của chúng và do đó là mục tiêu dễ dàng hơn cho gấu xám. Những con gấu xám được ghi nhận lại bằng cách đã bắt cá hồi nhảy trong miệng tại Thác Brooks ở Vườn quốc gia và Khu bảo tồn Katmai ở Alaska. Gấu xám cũng rất có kinh nghiệm trong việc đuổi theo những con cá xung quanh và ghim chúng bằng móng vuốt của mình, chúng có thể chỉ cần vung tay xuống nước là bắt được cá. Tại những địa điểm như Thác Brooks và Thác McNeil ở Alaska, những con gấu lớn đực thường xuyên chiến đấu với nhau để có những điểm bắt cá tốt nhất. Những con gấu xám dọc bờ biển cũng tìm kiếm những con nghêu cát và thường xuyên đào xuống cát để tìm kiếm chúng. Trong mùa xuân và mùa thu, trực tiếp trước và sau khi cá hồi di cư, quả mọng và cỏ tạo thành chủ đạo của chế độ ăn của gấu xám ven biển.
Gấu xám vùng nội địa cũng có thể ăn cá, đáng chú ý nhất là trong công viên Yellowstone chúng thường ăn cá hồi mũi vàng Yellowstone. Mối quan hệ với cá hồi Yellowstonne và gấu xám là chỉ có một bởi vì đây là ví dụ duy nhất mà loài gấu xám núi Rocky ăn cá hồi sinh sản. Tuy nhiên, gấu xám Bắc Mỹ và cá hồi hồ xâm lấn đe dọa sự sống còn của quần thể cá hồi Yellowstone và có một khả năng nhỏ là chúng sẽ bị loại bỏ.
Thịt, như đã được mô tả, là một phần quan trọng trong chế độ ăn của gấu xám. Gấu xám đôi khi ăn các loài động vật có vú nhỏ, chẳng hạn như thỏ rừng, marmota, sóc đất, chuột Lemming và chuột đồng. Ví dụ nổi tiếng nhất của loài săn mồi này là ở Vườn quốc gia và Khu bảo tồn Denali, nơi những con gấu xám đuổi theo, vồ lấy và đào những con sóc đất Bắc Cực lên để ăn. Ở một số khu vực, những con gấu xám Bắc Mỹ săn những con sóc hoa râm, lật đá ra để tiếp cận chúng, và trong một số trường hợp, chúng đang săn mồi khi chúng đang ngủ đông. Con mồi lớn hơn bao gồm bò rừng và nai sừng tấm, đôi khi được những con gấu trong Công viên quốc gia Yellowstone bắt. Vì bò rừng và nai sừng tấm là những con mồi nguy hiểm, nên chúng thường sử dụng vỏ bọc để rình rập chúng và/hoặc chọn ra những cá thể yếu hoặc con non. Gấu xám ở Alaska cũng thường xuyên săn nai sừng tấm con, mà ở Vườn quốc gia Denali có thể là nguồn thịt chính của chúng. Trên thực tế, gấu xám Bắc Mỹ là loài săn mồi chính của những con nai sừng xám và nai sừng tấm còn non ở Alaska và Yellowstone, chúng có thể giết chết tới 51% nai sừng xám hoặc nai sừng tấm con được sinh ra vào năm đó. Những con gấu xám cũng bị quy trách nhiệm trong sự suy giảm của nai sừng xám ở Công viên quốc gia Yellowstone trong khi những kẻ săn mồi thực sự được cho là những con sói xám. Ở phía bắc Alaska, gấu xám săn một số lượng đáng kể những con tuần lộc, chủ yếu là lấy những cá thể già yếu hoặc con non. Một số nghiên cứu cho thấy những con gấu xám Bắc Mỹ có thể đi theo đàn tuần lộc quanh năm để duy trì nguồn cung cấp thức ăn của chúng. Ở phía bắc Alaska, gấu xám thường gặp bò xạ hương. Mặc dù thực tế là bò xạ thường không sinh sống trong môi trường sống của gấu xám và chúng lớn hơn và mạnh hơn tuần lộc, nhưng những sự việc bò xạ bị săn bởi gấu xám đã được ghi nhận lại.
Những con gấu xám Bắc dọc bờ biển Alaska cũng ăn những con cá voi đã chết bị dạt vào bờ. Thông thường những sự cố như vậy chỉ liên quan đến một hoặc hai con gấu xám tiếp cận xác cá voi, nhưng có tới mười con đực lớn đã được nhìn thấy tại một thời điểm ăn một con cá voi lưng gù đã chết. Xác hải cẩu và sư tử biển đã ghi nhận cũng được chúng tiêu thụ.
Mặc dù chế độ ăn của gấu xám Bắc Mỹ thay đổi nhiều dựa trên sự thay đổi theo mùa và khu vực, thực vật chiếm một phần lớn trong số chúng, với một số ước tính lên tới 80%-90%. Các loại quả mọng khác nhau tạo thành một nguồn thực phẩm quan trọng khi chúng có sẵn. Chúng có thể bao gồm quả việt quất xanh, Rubus fruticosus (Rubus frunomosus), quá cá hồi (Rubus Spectabilis), quả nam việt quất (Vaccinium oxycoccos), quả trâu (Shepherdia argentea), quả xà phòng (Shepherdia canadensis), huckleberries (Vaccinium parvifolium); tùy vào sự sẵn có. Côn trùng như bọ rùa, kiến và ong sẽ bị gấu ăn nếu chúng có sẵn với số lượng lớn. Trong Công viên Quốc gia Yellowstone, những con gấu xám Bắc Mỹ có thể có được một nửa nhu cầu calo hàng năm của chúng bằng cách ăn những con sâu bướm đêm tập trung trên sườn núi. Khi thức ăn dồi dào, gấu xám sẽ ăn theo nhóm. Ví dụ, nhiều con gấu xám Bắc Mỹ sẽ đến thăm đồng cỏ ngay sau khi có tuyết lở hoặc sông băng. Điều này là do một dòng cây họ đậu, chẳng hạn như Hedysarum, mà chúng tiêu thụ với số lượng lớn. Tuy nhiên, khi nguồn thực phẩm trở nên khan hiếm hơn, chúng lại tách ra một lần nữa.

### Đối thủ cạnh tranh
Do tương đồng về môi trường sống và chế độ ăn, gấu xám thường xuyên xung đột với các loài thú ăn thịt khác như sói xám, sói đồng cỏ, gấu đen Bắc Mỹ hay báo sư tử, nhưng những kẻ ăn thịt đó phải khôn ngoan, kinh nghiệm hoặc có cả đàn đi theo mới dám đương đầu với chúng. Phần lớn trong nhiều trường hợp, những đối thủ cạnh tranh này sẽ tránh đối đầu với gấu xám do bất lợi về thể hình và sức mạnh. Nhiều cuộc đụng độ thường chỉ với mục đích tranh giành con mồi, lãnh thổ hay tự vệ. 

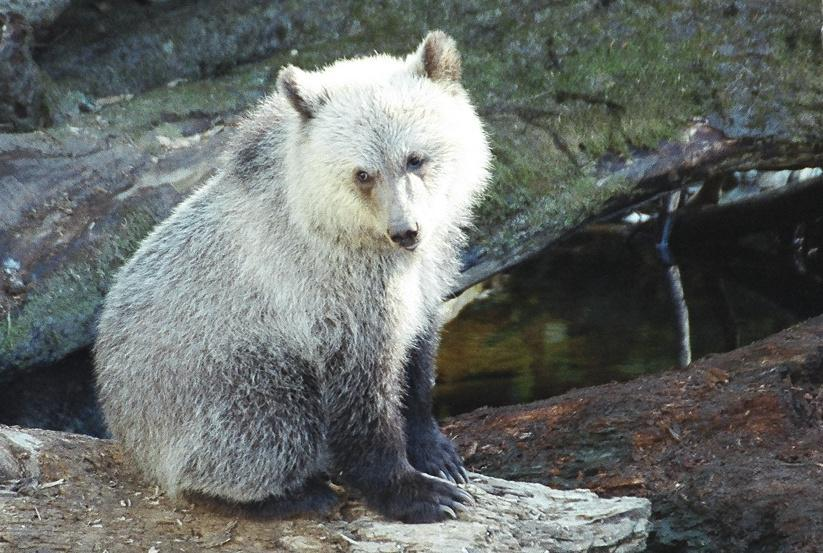
Một con gấu xám con ở miền Tây Canada

Việc loại bỏ những con sói và gấu xám ở California có thể đã làm giảm đáng kể sự phong phú của loài cáo San Joaquin đang bị đe dọa. Với việc tái du nhập những con sói xám ở Yellowstone, nhiều du khách đã chứng kiến một cuộc đấu tranh phổ biến một thời giữa những loài chủ chốt, gấu xám và đối thủ lịch sử của nó, sói xám. Sự tương tác của gấu xám Bắc Mỹ với những con sói ở Yellowstone đã được nghiên cứu đáng kể. Thông thường, cuộc xung đột sẽ là để bảo vệ con non hoặc tranh giành con mồi, thường là một con nai sừng tấm bị giết bởi sói. Gấu xám sử dụng khứu giác nhạy bén của nó để xác định vị trí con mồi. Khi những con sói và gấu xám tranh giành con mồi, một con sói có thể cố gắng đánh lạc hướng con gấu trong khi những con khác có thể tiếp tục ăn mồi. Con gấu sau đó có thể trả thù bằng cách đuổi theo những con sói. Nếu những con sói trở nên hung dữ với gấu, chúng thường nhanh chóng tấn công vào hai chân sau. Do đó, con gấu sẽ ngồi xuống và sử dụng khả năng tự bảo vệ mình trong một phạm vi an toàn đầy đủ. Hiếm khi các xung đột như vậy dẫn đến cái chết hoặc thương tích nghiêm trọng cho một trong hai loài động vật. Một con mồi đơn giản là không có giá trị rủi ro cho những con sói (nếu con gấu có ưu thế về sức mạnh và kích thước) hoặc với con gấu (nếu sói đi theo đàn lớn hoặc lì lợm, không chịu rút lui). Mặc dù những con sói thường có ưu thế hơn những con gấu xám Bắc Mỹ trong những cuộc xung đột tại các hang sói, cả gấu xám và gấu đen đã được báo cáo là giết chết sói và đàn con của chúng tại các hang sói ngay cả khi chúng ở trạng thái phòng thủ.
Những con gấu đen Bắc Mỹ thường sống ngoài lãnh thổ của loài gấu xám, nhưng đôi khi những con gấu xám có thể đi vào lãnh thổ gấu đen để có được nguồn thức ăn mà cả hai con gấu đều thích, chẳng hạn như hạt thông, trứng cá, nấm và quả mọng. Khi một con gấu đen nhìn thấy một con gấu xám đang đến, nó sẽ quay đầu lại và chạy hoặc trèo lên cây. Gấu đen không phải là đối thủ tranh mồi quá nguy hiểm với gấu xám vì chúng có chế độ ăn thực vật nhiều hơn. Cuộc đối đầu rất hiếm vì sự khác biệt về kích thước, môi trường sống và chế độ ăn uống của các loài gấu. Khi điều này xảy ra, nó thường là do sự gây hấn đến từ một bên. Con gấu đen sẽ chỉ chiến đấu khi đối thủ là một con gấu xám nhỏ hơn như con gấu xám chưa quá 1 tuổi hoặc khi con gấu đen không còn lựa chọn nào khác ngoài tự vệ. Có ít nhất một quan sát được xác nhận về một con gấu xám đang đào bới, giết và ăn một con gấu đen khi chúng đang ngủ đông.
Sự phân biệt giữa quần thể gấu đen và gấu xám có thể là do loại trừ cạnh tranh. Ở một số khu vực nhất định, gấu xám vượt trội so với gấu đen cho cùng một tài nguyên. Ví dụ, nhiều hòn đảo ven biển Thái Bình Dương ngoài khơi British Columbia và Alaska hỗ trợ nơi sinh sống cho gấu đen hoặc gấu xám, nhưng hiếm khi cả hai. Ở những khu vực mà cả hai loài cùng tồn tại, chúng được phân chia theo độ dốc cảnh quan như tuổi rừng, độ cao và độ mở của đất. Gấu xám có xu hướng ưa thích những khu rừng già với năng suất cao, địa hình cao hơn và môi trường sống cởi mở hơn so với gấu đen.
Mối quan hệ giữa gấu xám Bắc Mỹ và các loài săn mồi khác chủ yếu là một chiều; gấu xám Bắc Mỹ sẽ tiếp cận những kẻ săn mồi kiếm ăn để đánh cắp con mồi của chúng. Nói chung, các loài khác sẽ để lại con mồi cho gấu để tránh nguy cơ phải đánh nhau với một đối thủ mạnh hơn. Bất kỳ bộ phận nào của con mồi còn sót lại chưa được ăn hết sẽ được gấu "dọn sạch". Tuy nhiên, báo sư tử thường cho gấu một con mồi gần như nguyên vẹn. Gấu xám có ít sự cạnh tranh với báo sư tử hơn so với các loài săn mồi khác, chẳng hạn như chó sói, sói đồng cỏ và những con gấu khác. Khi một con gấu xám tấn công một con báo sư tử đang ăn mồi, con báo thường nhanh chóng nhường mồi cho con gấu. Khi một con báo sư tử đứng vững, nó sẽ sử dụng sự nhanh nhẹn vượt trội và móng vuốt của nó để quấy rối con gấu, nhưng đứng ngoài tầm với của nó cho đến khi một trong số chúng bỏ cuộc. Gấu xám đôi khi giết chết báo sư tử trong các tranh chấp con mồi. Đã có một số bằng chứng, chủ yếu từ cuối thế kỷ 19 và đầu thế kỷ 20, của báo sư tử và gấu xám đã đánh nhau trong những trận chiến đến chết. Một con mèo lớn khác có mặt ở Hoa Kỳ, có thể gây ra mối đe dọa cho gấu, là báo đốm.
Sói đồng cỏ, cáo và chồn sói thường được coi là loài gây hại cho gấu xám hơn là cạnh tranh, mặc dù chúng có thể cạnh tranh để kiếm con mồi nhỏ hơn, chẳng hạn như sóc đất và thỏ. Cả ba sẽ cố gắng ăn bất cứ thứ gì chúng có thể nhận được từ con mồi mà những con gấu bỏ lại. Chồn sói đủ hung dữ để thỉnh thoảng kiên trì cho đến khi gấu ăn xong, để lại nhiều phần thừa hơn bình thường đối với con vật nhỏ hơn. Các đàn sói đồng cỏ cũng đôi khi đã đánh bại những con gấu xám Bắc Mỹ trong các cuộc tranh chấp thức ăn.

### Vai trò sinh thái

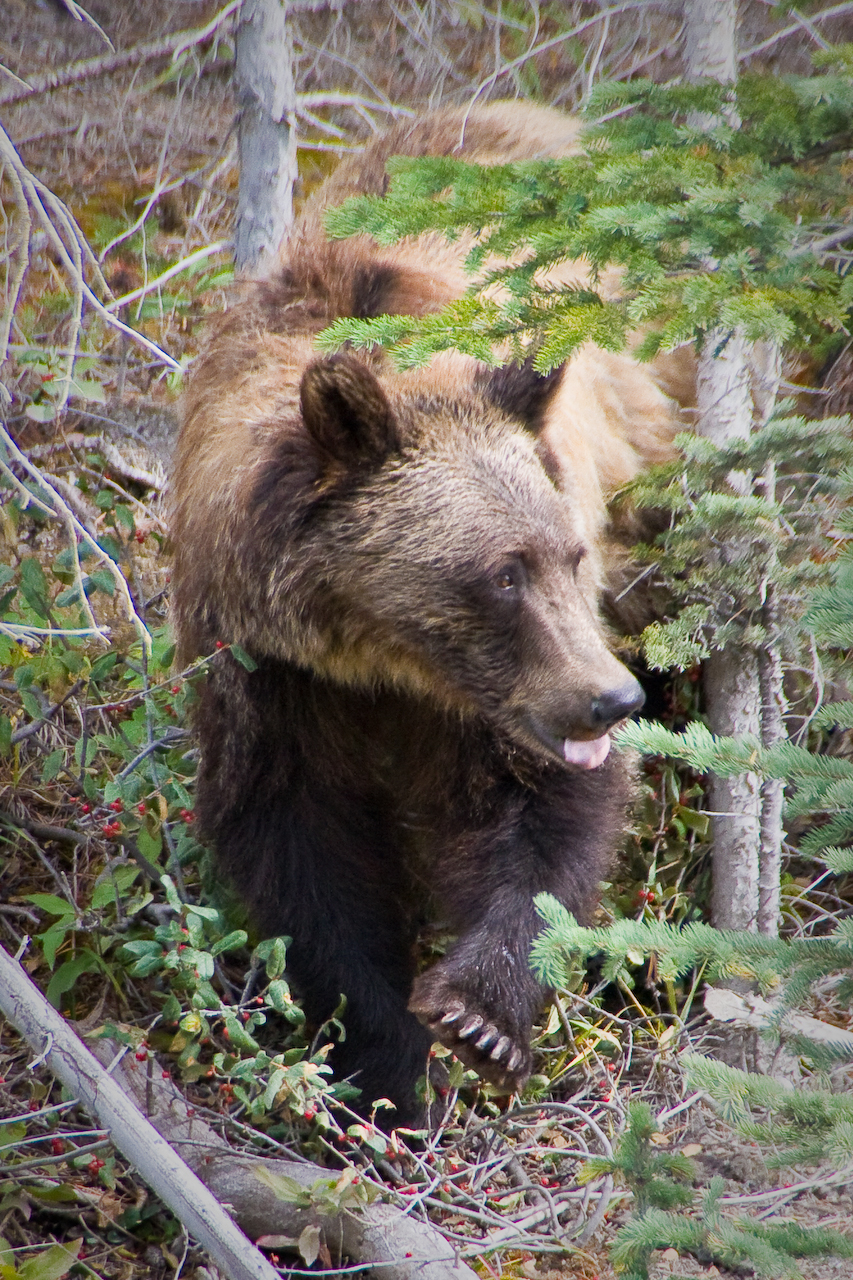
Một con gấu xám đang kiếm ăn quả mọng

Gấu xám Bắc Mỹ có một số mối quan hệ với hệ sinh thái của chúng, đôi khi chúng được xem như những kỹ sư sinh thái. Một mối quan hệ như vậy là mối quan hệ tương hỗ với các loại cây có quả. Sau khi tiêu thụ trái cây, hạt được bài tiết và do đó phân tán trong điều kiện có thể nảy mầm. Một số nghiên cứu cho thấy thành công nảy mầm thực sự tăng lên do kết quả của hạt được lắng đọng cùng với chất dinh dưỡng trong phân gấu. Điều này làm cho gấu xám Bắc Mỹ phân phối hạt giống quan trọng trong môi trường sống của chúng.
Trong khi tìm kiếm rễ cây, củ, hoặc sóc đất, gấu khuấy động đất. Quá trình này không chỉ giúp gấu tiếp cận thức ăn của chúng mà còn làm tăng sự phong phú của các loài trong hệ sinh thái núi cao. Một khu vực chứa cả vết đào của gấu và đất không bị xáo trộn có sự đa dạng thực vật lớn hơn một khu vực chỉ chứa đất không bị xáo trộn. Cùng với sự phong phú của loài, sự xáo trộn đất làm cho nitơ được đào lên từ các lớp đất thấp hơn và làm cho nitơ có sẵn trong môi trường. Một khu vực đã được đào bởi con gấu xám có nhiều nitơ hơn đáng kể so với khu vực không bị xáo trộn.
Chu kỳ nitơ không chỉ được tạo điều kiện bởi những con gấu xám đào đất tìm thức ăn, nó còn được thực hiện thông qua thói quen mang xác cá hồi vào các khu rừng xung quanh. Người ta đã phát hiện ra rằng tán lá của cây vân sam (Picea glauca) trong phạm vi 500 m (1.600 ft) của dòng suối nơi cá hồi thu được có chứa nitơ có nguồn gốc từ cá hồi mà những con gấu bắt được. Tại đó chúng thải nước tiểu và phân giàu dinh dưỡng và cá có thể bị ăn dở. Đã có ước tính rằng những con gấu để lại tới nửa số cá hồi chúng bắt được trên nền rừng với mật độ có thể lên đến 4,000 kilograms trên 1 hectare, cung cấp tới 24% tổng lượng nitơ có được cho các khu rừng ven sông..Những dòng nitơ này có liên quan trực tiếp đến sự hiện diện của gấu xám và cá hồi.
Gấu xám trực tiếp điều chỉnh quần thể con mồi và cũng giúp ngăn chặn số lượng tăng quá mức trong rừng bằng cách kiểm soát quần thể của các loài khác trong chuỗi thức ăn. Một thí nghiệm tại Công viên quốc gia Grand Teton ở bang Utah, Hoa Kỳ cho thấy việc loại bỏ những con sói và gấu xám đã khiến cho số lượng con mồi ăn cỏ của chúng tăng lên. Điều này, đến lượt chúng, đã thay đổi cấu trúc và mật độ của thực vật trong khu vực, làm giảm quy mô số lượng của các loài chim di cư. Điều này cung cấp bằng chứng gấu xám đại diện cho một loài săn mồi chủ chốt, có ảnh hưởng lớn đến toàn bộ hệ sinh thái mà chúng sinh sống.
Khi gấu xám bắt cá hồi dọc theo bờ biển Alaska và British Columbia, chúng thường chỉ ăn da, não và trứng của cá. Khi làm như vậy, chúng cung cấp một nguồn thức ăn cho mòng biển, quạ và cáo, tất cả đều ăn được cá hồi; điều này có lợi cho cả gấu và động vật ăn thịt nhỏ hơn.

## Quan hệ với con người

### Tấn công con người

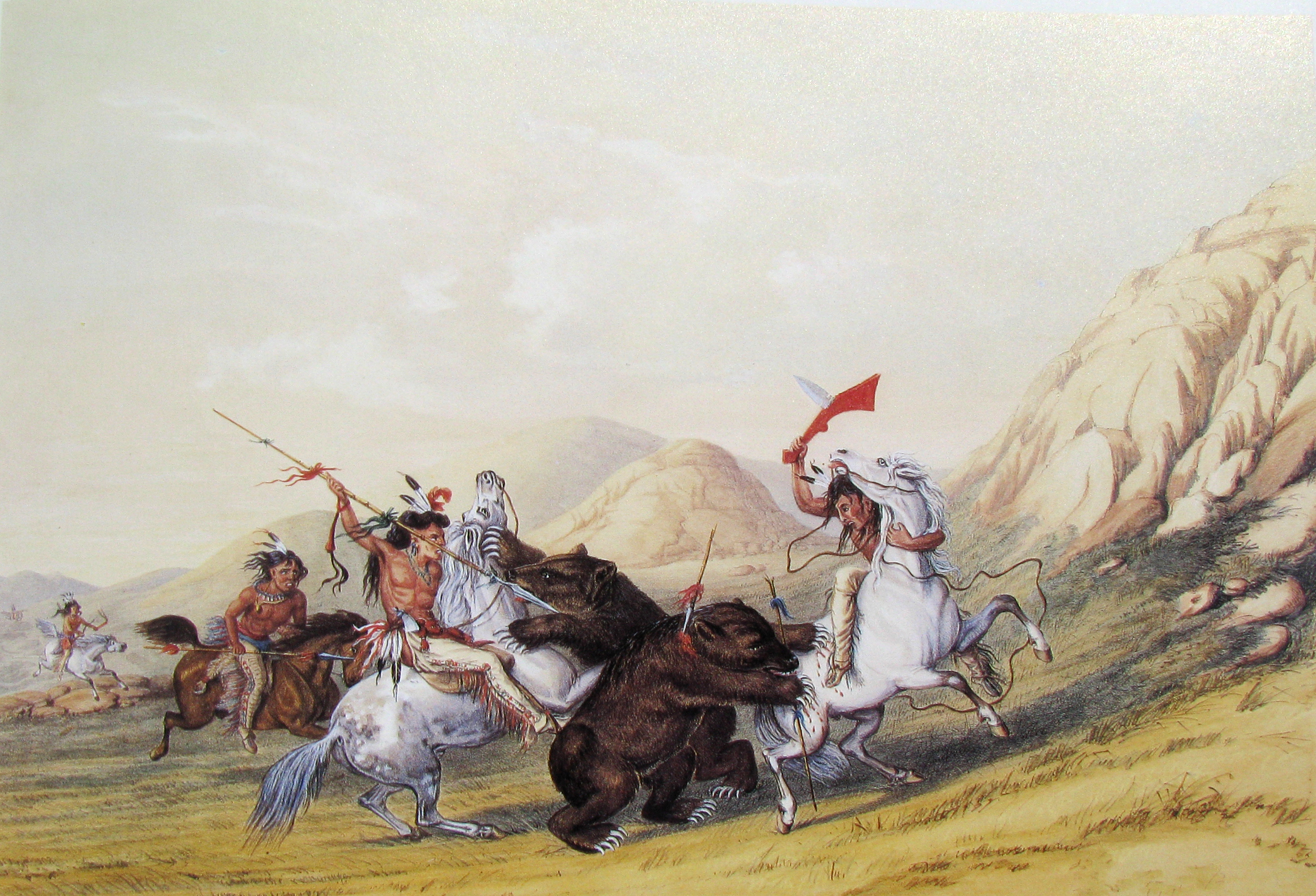
Người Mỹ bản địa chiến đấu với một con gấu xám, bức tranh năm 1844 của George Catlin.

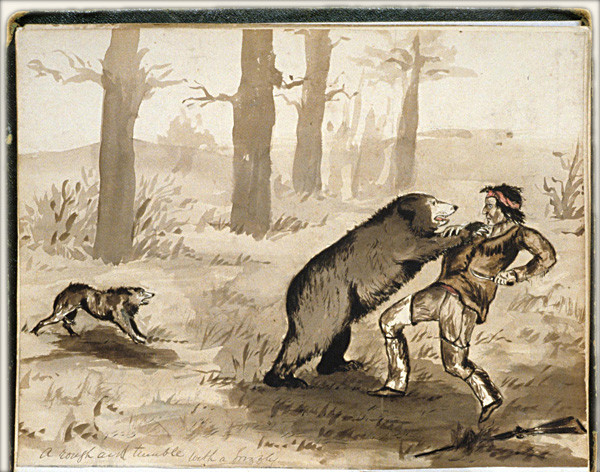
Một thách thức và hiểm nguy với gấu xám của H. Bullock Webster, tranh màu nước.

Gấu xám được coi là hung dữ hơn so với gấu đen Bắc Mỹ khi tự vệ và bảo vệ con của chúng. Không giống như những con gấu đen nhỏ hơn, những con gấu xám trưởng thành không trèo cây tốt và đối phó với nguy hiểm bằng cách đứng trên mặt đất và tránh xa những kẻ tấn công của chúng. Các con gấu mẹ bảo vệ đàn con là những con gấu dễ tấn công người nhất và chịu trách nhiệm cho 70% số người bị giết bởi những con gấu xám.
Gấu xám thường tránh tiếp xúc với con người. Mặc dù có lợi thế về thể chất rõ ràng, chúng hiếm khi chủ động săn lùng con người. Hầu hết các cuộc tấn công của gấu xám đều xuất phát từ một con gấu đã bị bất ngờ với sự hiện diện của con người ở cự ly rất gần, đặc biệt là nếu nó đang có thức ăn để bảo vệ, hoặc những con gấu xám cái bảo vệ con cái của chúng. Một con gấu đã giết người trong công viên quốc gia có thể bị giết đi để ngăn chặn cuộc tấn công của nó một lần nữa.
Vấn đề càng trầm trọng thêm khi con người canh tác và sử dụng nhiều môi trường sống của gấu trùng khớp với sự di chuyển theo mùa của gấu xám Bắc Mỹ. Sự tương tác giữa con người và gấu ngày càng tăng đã tạo ra "những con gấu có vấn đề": những con gấu thích nghi với hoạt động hoặc môi trường sống của con người. Những biện pháp xua đuổi như sử dụng đạn cao su, hóa chất có mùi hôi hoặc các thiết bị âm thanh răn đe đã được sử dụng để ngăn gấu tiếp cận nơi ở của con người, nhưng không hiệu quả khi gấu đã học cách tích cực liên kết con người với thức ăn. Những con gấu như vậy được di dời sang nơi khác hoặc bị giết đi bởi vì chúng có thể gây ra mối đe dọa cho con người. Chính quyền British Columbia giết chết khoảng 50 con gấu mỗi năm và tổng chi hơn một triệu đô la hàng năm để giải quyết những than phiền liên quan đến gấu, di dời gấu hoặc giết chúng.
Các chương trình nâng cao nhận thức về gấu đã được phát triển bởi nhiều thị trấn ở British Columbia, Canada, để giúp ngăn ngừa xung đột với cả gấu đen và gấu xám. Tiền đề chính của các chương trình này là dạy con người quản lý thực phẩm có thể thu hút gấu. Giữ rác được lưu trữ an toàn, thu hoạch trái cây khi chín, bảo vệ gia súc đằng sau hàng rào điện và lưu trữ thức ăn trong nhà là tất cả các biện pháp được thúc đẩy bởi các chương trình nâng cao nhận thức về gấu. Thực tế là gấu xám Bắc Mỹ ít hơn và thậm chí được bảo vệ ở một số khu vực, có nghĩa là việc ngăn chặn xung đột với loài gấu xám là đặc biệt quan trọng. Revelstoke, British Columbia là một cộng đồng thể hiện sự thành công của phương pháp này. Trong mười năm trước khi phát triển một chương trình giáo dục cộng đồng ở Revelstoke, 16 con gấu đã bị giết và 107 người đã được di dời khỏi thị trấn. Một chương trình giáo dục do Revelstoke Bear Aware điều hành đã được đưa ra vào năm 1996. Kể từ khi chương trình bắt đầu, chỉ có bốn con gấu bị giết và năm cá thể đã được di dời.
Không giống các loài gấu khác trong họ nhà gấu, gấu xám rất ít khi leo cây do kích thước quá lớn. Vì vậy, đối với những người đi cắm trại ở vùng hoang dã, treo thức ăn giữa các cây ở độ cao không thể tiếp cận được với gấu là một thủ tục phổ biến, mặc dù một số con gấu xám có thể trèo lên và lấy thức ăn treo theo những cách khác. Một cách khác để bảo vệ thức ăn là sử dụng hộp cứng đựng thức ăn để ngăn gấu mở ra. 

Hugh Glass bị tấn công bởi một con gấu xám, từ một minh họa báo sớm không rõ nguồn gốc

Đi du lịch theo nhóm sáu người trở lên có thể làm giảm đáng kể khả năng bị tấn công liên quan đến gấu khi đi bộ đường dài ở lãnh thổ của gấu. Ngoài ra nên mang theo bình xịt có hơi cay rất nồng để tự vệ trong trường hợp khẩn cấp. Khi vô tình chạm trán với gấu xám, tuyệt đối không được chạy. Dù có thân hình to lớn, gấu xám có thể chạy nhanh đến 56 km/h. Đừng lo lắng nếu con gấu đứng lên - điều đó thường có nghĩa là nó đang tò mò. Thay vào đó, cố gắng giữ bình tĩnh, giang rộng cánh tay và nói bằng giọng từ tốn, chậm rãi với nó để gấu tin rằng nó không bị đe dọa. Sau đó, lùi lại từ từ để chứng tỏ đang rút lui và không có dấu hiệu gây nguy hiểm cho nó. Nếu con gấu đi theo, hãy dừng lại và đứng vững. Nếu con gấu đuổi theo, hãy nằm xuống và ôm tay sau gáy để bảo vệ bản thân. Bảo vệ bụng bằng cách nằm giống một thai nhi, với đầu gối nằm dưới cằm. Ngoài ra, giả chết cũng là một phương án khả thi. Nếu con gấu quyết định tấn công, có nghĩa nó đang cố gắng vô hiệu hóa đối thủ như một mối đe dọa. Và vì gần như không thể đối kháng với nó, giả chết là cách tốt nhất vào thời điểm này. Ngay cả khi nó bỏ đi, không đứng dậy ngay lập tức. Gấu được biết là sẽ nán lại theo dõi để chắc chắn rằng nạn nhân đã chết, vì vậy hãy nằm lại ít nhất 20 phút.
Gấu xám đặc biệt nguy hiểm vì lực cắn của chúng, được đo ở mức hơn 8 megapascal (1160 psi; 1200 pound). Người ta ước tính rằng một vết cắn từ một con gấu xám thậm chí có thể nghiền nát một quả bóng bowling. Đó là chưa kể, gấu xám có thể giết chết người chỉ với 1 cú tát bằng chân trước của nó.

### Bảo vệ loài gấu
Gấu xám Bắc Mỹ được liệt kê là loài bị đe dọa ở Hoa Kỳ lục địa và nguy cấp ở các vùng của Canada. Vào tháng 5 năm 2002, Đạo luật về các loài có nguy cơ tuyệt chủng ở Canada đã liệt kê quần thể thảo nguyên (thuộc vùng Alberta, Saskatchewan và Manitoba) của loài gấu xám Bắc Mỹ đang bị tuyệt chủng ở Canada. Kể từ năm 2002, gấu xám Bắc Mỹ được liệt kê là mối quan tâm đặc biệt theo đăng ký COSEWIC và được coi là bị đe dọa theo Dịch vụ Cá và Động vật hoang dã Hoa Kỳ. 

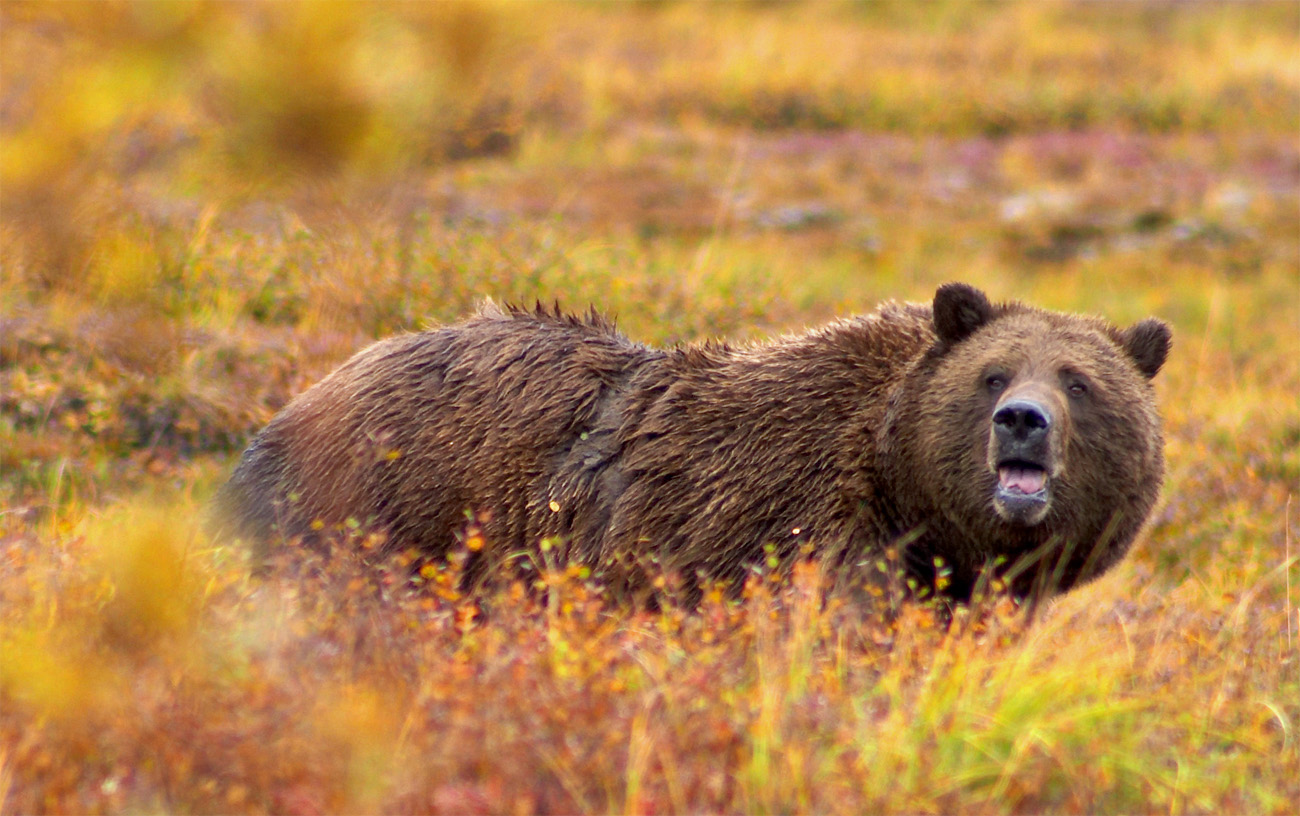
Một con gấu xám Bắc Mỹ ở Vườn quốc gia và khu bảo tồn Denali

Tại Hoa Kỳ, Dịch vụ Cá và Động vật hoang dã Hoa Kỳ tập trung nỗ lực để khôi phục những con gấu xám Bắc Mỹ trong sáu khu vực phục hồi. Đó là Bắc lục địa (Montana), Yellowstone (Montana, Wyoming và Idaho), Cabinet-Yaak (Montana và Idaho), Selway-Bitterroot (Montana và Idaho), Selkirk (Idaho và Washington), và Bắc Cascades (Washington). Quần thể gấu xám ở những khu vực này được ước tính là 750 ở vùng Phân chia lục địa phía Bắc, 550 ở Yellowstone, 40 ở khu vực Yaak của Cabinet-Yaak và 15 ở khu vực Cabinet (ở phía tây bắc Montana), 105 ở vùng Selkirk của Idaho, 102020 ở Bắc Cascades, và hiện tại không có ở Selway-Bitterroots, mặc dù chúng đã được nhìn thấy. Đây là những ước tính vì gấu nhiều lần di chuyển vào và ra khỏi những khu vực này, và do đó không thể tiến hành đếm chính xác. Trong các khu vực phục hồi tiếp giáp Canada, gấu cũng di chuyển qua lại biên giới quốc tế.
Dịch vụ Cá và Động vật hoang dã Hoa Kỳ tuyên bố các khu vực Cabinet-Yaak và Selkirk được liên kết thông qua British Columbia, một yêu sách đang bị tranh chấp. Các công viên quốc gia của Hoa Kỳ và Canada, như Công viên Quốc gia Banff, Yellowstone và Grand Teton và Công viên Quốc gia Theodore Roosevelt phải tuân theo luật pháp và các quy định được thiết kế để bảo vệ những con gấu.
Vào ngày 9 tháng 1 năm 2006, Cơ quan Cá và Động vật hoang dã Hoa Kỳ đã đề xuất loại bỏ các loài gấu xám Yellowstone khỏi danh sách các loài bị đe dọa và bảo vệ. Vào tháng 3 năm 2007, Dịch vụ Cá và Động vật hoang dã Hoa Kỳ "hủy niêm yết" quần thể, loại bỏ một cách hiệu quả các biện pháp bảo vệ Đạo luật về các loài có nguy cơ tuyệt chủng cho loài gấu xám trong khu vực Công viên Quốc gia Yellowstone. Một số tổ chức môi trường, bao gồm NRDC, đã đưa ra một vụ kiện chống lại chính phủ liên bang để chống lại chính sách bảo tồn gấu xám. Vào ngày 22 tháng 9 năm 2009, Thẩm phán quận Hoa Kỳ Donald W. Molloy đã phục hồi sự bảo vệ do sự suy giảm của cây thông trắng, mà hạt của nó là nguồn thức ăn quan trọng cho gấu. Năm 1996, Liên minh Bảo tồn Thiên nhiên Quốc tế đã chuyển con gấu xám sang trạng thái "loài ít quan tâm nhất" có nguy cơ thấp hơn trong Sách đỏ IUCN.
Xa hơn về phía bắc, ở Alberta, Canada, các nghiên cứu cắt lông DNA kỹ lưỡng vào năm 2000 cho thấy quần thể gấu xám tăng nhanh hơn so với trước đây và sự phát triển tài nguyên bền vững của Alberta đã tính toán được 841 con gấu. Vào năm 2002, Ủy ban bảo tồn các loài có nguy cơ tuyệt chủng đã khuyến nghị rằng quần thể gấu xám Bắc Mỹ được chỉ định là bị đe dọa do các ước tính gần đây về tỷ lệ tử vong của gấu xám Bắc Mỹ cho thấy số lượng đang suy giảm. Một kế hoạch phục hồi được chính quyền tỉnh công bố vào tháng 3 năm 2008 cho thấy quần thể gấu xám thấp hơn so với trước đây. Năm 2010, chính quyền tỉnh chính thức liệt kê số lượng khoảng 700 cá thể gấu của họ là "Bị đe dọa". 

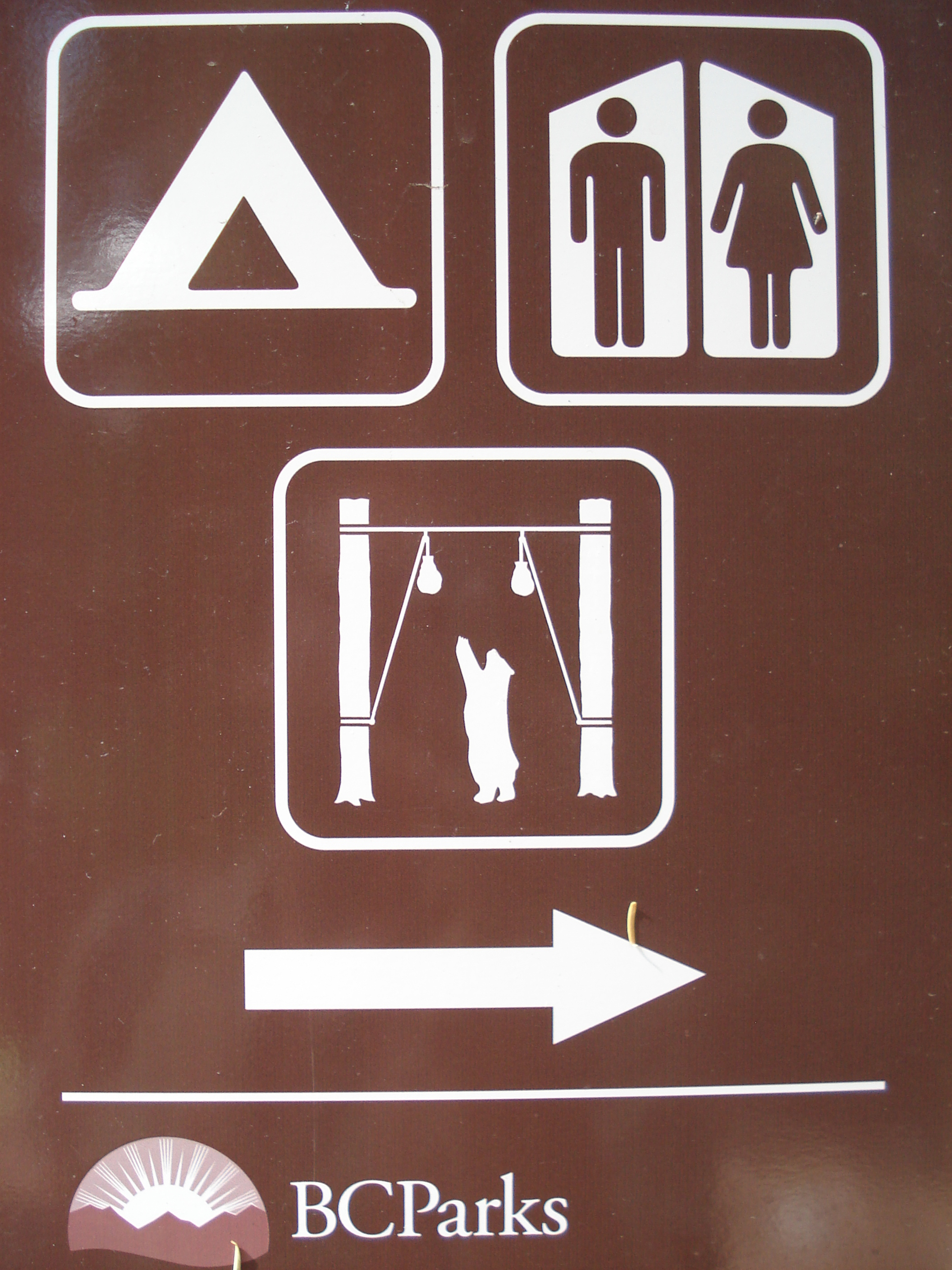
Một dấu hiệu tại Công viên quốc gia British Columbia cảnh báo những người cắm trại treo thức ăn, rác và đồ vệ sinh ra khỏi tầm với của gấu hoặc sử dụng chỗ giấu an toàn cho gấu.

Môi trường Canada coi loài gấu xám là một loài "quan tâm đặc biệt", vì nó đặc biệt nhạy cảm với các hoạt động của con người và các mối đe dọa tự nhiên. Ở Alberta và British Columbia, loài này được coi là có nguy cơ. Trong năm 2008, người ta ước tính có 16.014 con gấu xám ở British Columbia, thấp hơn so với ước tính trước đây do sự tinh chỉnh trong mô hình dân số.
Loài gấu xám Mexico (Ursus arctos nelsoni) đã tuyệt chủng.

### Nỗ lực bảo tồn
Những nỗ lực bảo tồn đã trở thành một khoản đầu tư ngày càng quan trọng trong những thập kỷ gần đây, khi số lượng gấu xám đã giảm đáng kể. Thành lập các công viên và các khu vực được bảo vệ là một trong những trọng tâm chính hiện đang được giải quyết để giúp tái lập quần thể gấu xám thấp ở British Columbia. Một ví dụ về những nỗ lực này là Khu bảo tồn gấu Khutzeymateen nằm dọc theo bờ biển phía bắc của British Columbia; với kích thước 44.300 ha (109.000 mẫu Anh), nó bao gồm môi trường sống chính của loài bị đe dọa này. Các quy định như quyền truy cập công cộng hạn chế, cũng như chính sách cấm săn bắn nghiêm ngặt, đã cho phép địa điểm này trở thành nơi trú ẩn an toàn cho chúng trong khu vực. Khi chọn vị trí của một công viên tập trung vào bảo tồn gấu xám, các yếu tố như chất lượng môi trường sống và khả năng kết nối với các mảng môi trường sống khác được xem xét.

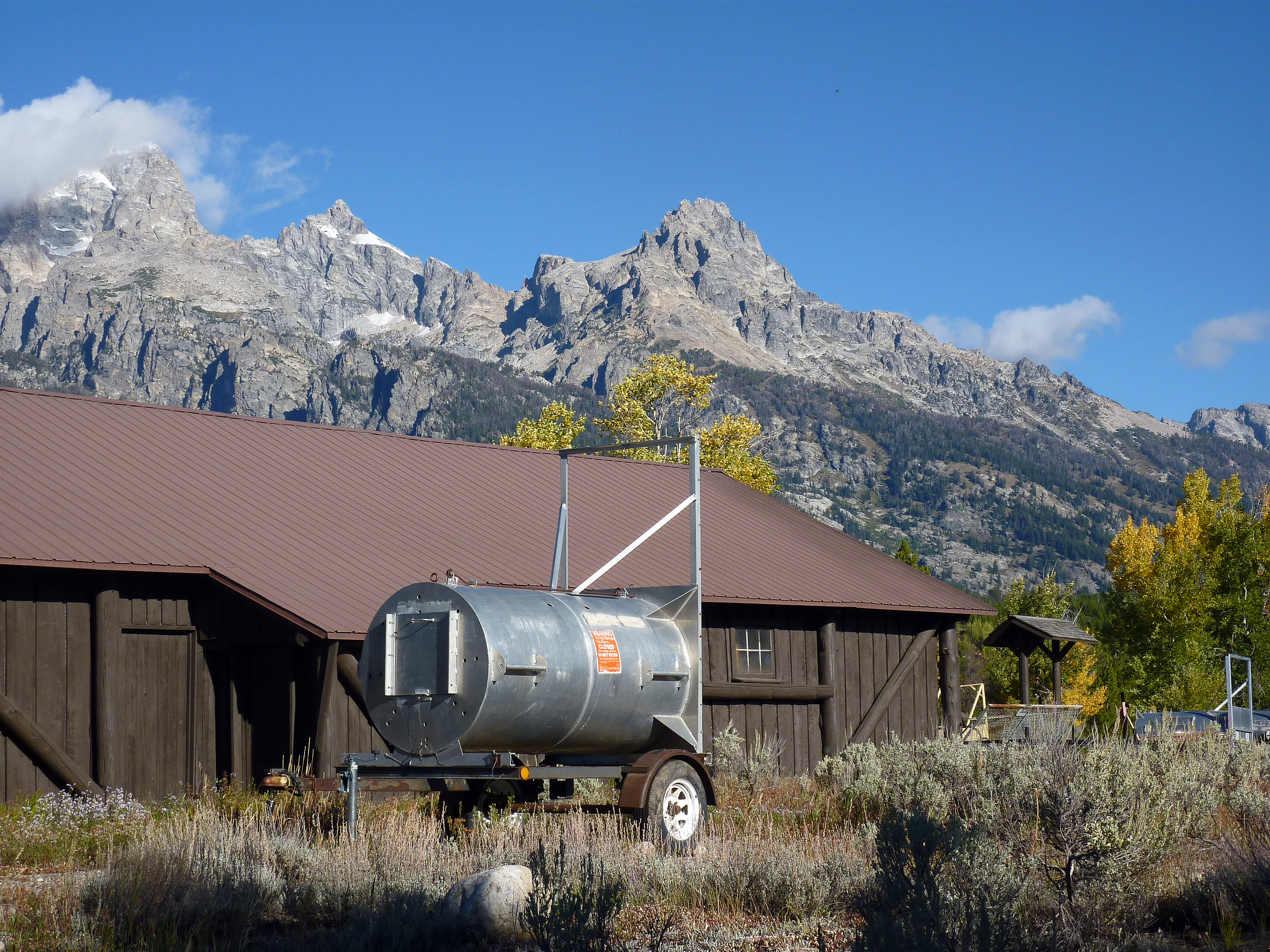
Bẫy trống hoặc thùng, được sử dụng để di chuyển gấu một cách an toàn, liền kề với một tòa nhà trong Vườn quốc gia Grand Teton ở bang Wyoming, Hoa Kỳ.

Nơi ẩn náu cho động vật hoang dã có nguy cơ tuyệt chủng nằm trên núi Grouse ở Vancouver là một ví dụ về một loại nỗ lực bảo tồn khác nhau cho quần thể gấu xám đang giảm dần. Nơi ẩn náu là một địa hình rộng 5 mẫu, có chức năng như một ngôi nhà cho hai con gấu xám mồ côi từ năm 2001. Mục đích của nơi ẩn náu này là cung cấp nhận thức và giáo dục cho công chúng về những con gấu xám, cũng như cung cấp một khu vực để nghiên cứu và quan sát loài sinh vật sống kín đáo này.
Một yếu tố khác hiện đang được xem xét khi thiết kế kế hoạch bảo tồn cho các thế hệ tương lai là các rào cản nhân tạo dưới hình thức phát triển đô thị và đường sá. Các yếu tố này đóng vai trò là chướng ngại vật, gây ra sự phân mảnh của môi trường quần thể gấu xám còn lại và ngăn chặn dòng gen giữa các quần thể (ví dụ, Vườn quốc gia Banff). Điều này, đến lượt nó, đang tạo ra sự suy giảm về đa dạng di truyền, và do đó, thể lực chung của số lượng gấu nói chung bị hạ thấp. Trước những vấn đề này, các kế hoạch bảo tồn thường bao gồm các hành lang di cư bằng các dải "rừng công viên" dài để kết nối các khu vực kém phát triển hơn hoặc bằng đường hầm và cầu vượt trên những con đường đông đúc. Sử dụng theo dõi cổ áo GPS, các nhà khoa học có thể nghiên cứu xem những nỗ lực này có thực sự đóng góp tích cực trong việc giải quyết vấn đề hay không. Cho đến nay, hầu hết các hành lang được tìm thấy được sử dụng không thường xuyên, và do đó sự phân lập gen hiện đang xảy ra, điều này có thể dẫn đến cận huyết và do đó làm tăng tần số các gen nguy hiểm thông qua sự trôi dạt di truyền. Dữ liệu hiện tại cho thấy gấu xám Bắc Mỹ ít có khả năng sử dụng các hành lang này một cách không tương xứng so với con đực, điều này có thể ngăn cản sự tiếp cận của bạn đời và giảm số lượng con cái.
Tại Hoa Kỳ, những nỗ lực quốc gia đã được thực hiện từ năm 1982 cho kế hoạch phục hồi của những con gấu xám. Rất nhiều nỗ lực đã được thực hiện thông qua các tổ chức khác nhau nỗ lực giáo dục công chúng về sự an toàn của gấu xám, thói quen của gấu xám và các cách khác nhau để giảm xung đột giữa người và gấu. Ủy ban phục hồi gấu liên ngành là một trong nhiều tổ chức cam kết phục hồi gấu xám Bắc Mỹ ở 48 tiểu bang. Có năm khu vực phục hồi cho gấu xám Bắc Mỹ ở 48 tiểu bang bao gồm hệ sinh thái Bắc Cascades ở bang Washington. ịch vụ Công viên Quốc gia và Cá và Động vật hoang dã Hoa Kỳ đã khởi xướng quá trình tuyên bố tác động môi trường bắt đầu vào mùa thu năm 2014 để bắt đầu quá trình phục hồi của gấu xám đến khu vực Bắc Cascades. Một kế hoạch cuối cùng và tuyên bố tác động môi trường đã được phát hành vào mùa xuân năm 2017 với hồ sơ quyết định tuân theo.
Đầu tháng 3 năm 2016, Dịch vụ Cá và Động vật hoang dã Hoa Kỳ đã đề xuất rút các biện pháp bảo vệ Đạo luật về các loài có nguy cơ tuyệt chủng khỏi những con gấu xám trong và xung quanh Công viên Quốc gia Yellowstone. Số lượng đã tăng từ 136 con gấu vào năm 1975 lên ước tính 700 con vào năm 2017 và đạo luật đã bị "hủy bỏ" vào tháng 6 năm 2017.

### Xem gấu

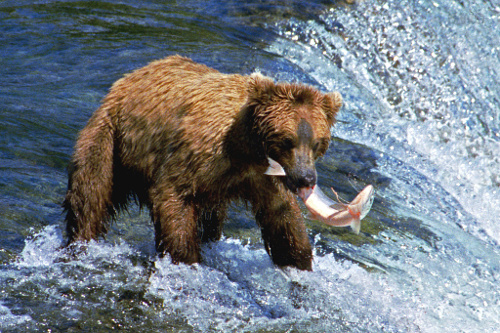
Gấu xám bắt cá hồi ở thác Brooks

Trong 20 năm qua ở Alaska, du lịch sinh thái đã bùng nổ. Trong khi nhiều người đến Alaska để săn gấu, thì phần lớn đến để xem những con gấu và quan sát thói quen của chúng. Một số nơi để quan sát loài gấu tốt nhất trên thế giới là ở các khu vực ven biển của Bán đảo Alaska, bao gồm Công viên Quốc gia và Khu bảo tồn Lake Clark, Khu bảo tồn và Công viên Quốc gia Katmai, và Khu bảo tồn và Khu bảo tồn Trò chơi Sông McNeil. Tại đây, gấu tập trung với số lượng lớn để ăn trên các nguồn thức ăn tập trung, bao gồm cả cói trong đầm lầy muối, nghêu ở các bãi triều gần đó, cá hồi ở các cửa sông và quả mọng trên sườn đồi lân cận.
Vườn quốc gia và khu bảo tồn Katmai là một trong những điểm tốt nhất để xem gấu nâu. Số lượng gấu ở Katmai ước tính khoảng 2.100 cá thể khỏe mạnh. Công viên nằm trên Bán đảo Alaska, cách phía tây nam thành phố Anchorage khoảng 480 km (300 dặm). Tại Brooks Camp, một địa điểm nổi tiếng tồn tại nơi những con gấu xám có thể được nhìn thấy bắt cá hồi từ trên đỉnh thác, bạn thậm chí có thể xem trực tuyến này từ một máy quay. [148] Ở các khu vực ven biển của công viên, như Vịnh Hallo, Cảng địa lý, Đầm Swikshak, Lạch Mỹ, Sông lớn, Sông Kamishak, Sông Savonoski, Lạch Moraine, Lạch phễu, Lạch Battleuk, Lạch Nantuk, Vịnh Kukak và Kaflia Bay bạn thường có thể xem gấu câu cá cùng với sói, đại bàng và rái cá sông. Các khu vực ven biển có mật độ dân số cao nhất quanh năm vì có nhiều nguồn thực phẩm lớn hơn, nhưng Brooks Camp có dân số cao nhất (100 con gấu).
Khu bảo tồn McNeil River Game, trên sông McNeil, là nơi tập trung nhiều gấu nâu nhất trên thế giới. Ước tính có 144 cá thể gấu đã được xác định tại thác vào một mùa hè với số lượng 74 con cùng một lúc; 60 con gấu trở lên tại thác là một cảnh thường xuyên và không có gì lạ khi thấy 100 con gấu ở trên thác trong suốt một ngày. Nơi này có hồ Chenik và một số lượng nhỏ gấu xám, đã bị đóng cửa do săn lùng ráo riết từ năm 1995. Tất cả khu vực Katmai-McNeil đều đóng cửa để cấm săn bắn trừ Khu bảo tồn quốc gia Katmai, nơi diễn ra hoạt động săn bắn hợp pháp. Tổng cộng, khu vực Katmai-McNeil có khoảng 2.500 con gấu xám.
Đảo Admiralty, ở phía đông nam Alaska, được người bản địa đầu tiên gọi là Xootsnoowú, có nghĩa là "pháo đài của những con gấu", và là nơi có quần thể gấu dày đặc nhất ở Bắc Mỹ. Ước tính 1600 con gấu xám sống trên đảo, bản thân hòn đảo chỉ dài 140 km (90 dặm). Một nơi để xem những con gấu xám Bắc Mỹ trên đảo có lẽ là Pack Creek, trong Khu bảo tồn Động vật hoang dã Stan Price State. Có thể quan sát 20 đến 30 con gấu xám tại con lạch cùng một lúc và giống như Brooks Camp, du khách có thể xem gấu từ một vị trí trên cao. Đảo Kodiak, là một nơi khác để xem gấu. Ước tính có khoảng 3.500 con gấu Kodiak sống trên đảo, 2.300 trong số này trong Khu bảo tồn động vật hoang dã quốc gia Kodiak. Sông O'Malley được coi là nơi tốt nhất trên đảo Kodiak để xem những con gấu xám Bắc Mỹ